# Cladonia deformis
Cladonia deformis (L.) Hoffm. (1796), è una specie di lichene appartenente al genere Cladonia,  dell'ordine Lecanorales.
Il nome deriva dal latino deformis, deforme, sfigurato, deturpato.

## Caratteristiche fisiche
Il tallo primario costituito da squamule di colore variabile dal verde giallastro al grigio. I podezi sono di altezza molto variabile da 2 a 7 centimetri, fessurati in senso longitudinale e sprovvisti di coppe o appena accennate. I soredi hanno forma e consistenza farinosa.
Il fotobionte è principalmente un'alga verde delle Trentepohlia.

## Habitat
Specie molto comune nei boschi montani dell'emisfero boreale. Cresce su legni marcescenti e su suoli organici. Predilige un pH del substrato molto acido o con valori intermedi fra molto acido e subneutrale. Il bisogno di umidità è mesofitico.

## Località di ritrovamento
La specie, da considerarsi cosmopolita, è stata reperita nelle seguenti località: 
- Germania (Renania-Palatinato, Meclemburgo, Baviera, Brandeburgo, Amburgo, Turingia, Baden-Württemberg, Berlino, Essen, Niedersachsen, Renania Settentrionale-Vestfalia, Sassonia, Sassonia-Anhalt, Schleswig-Holstein);

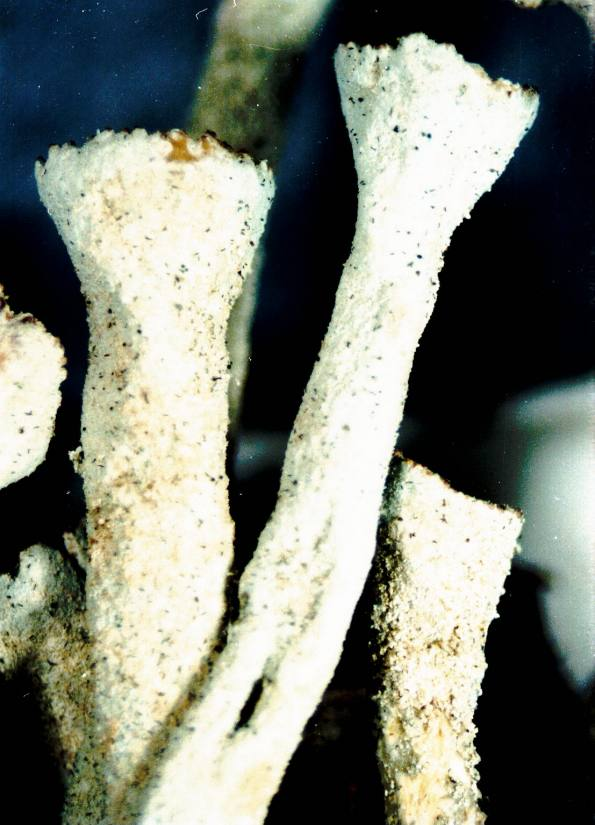
Cladonia deformis

- USA (Alabama, Alaska, Wisconsin, Maine, Michigan, Minnesota, Montana, Colorado, New Hampshire, Vermont, Nuovo Messico, New York, Washington, Virginia Occidentale);
- Canada (Alberta, Nuovo Brunswick, Nuova Scozia, Saskatchewan, Columbia Britannica, Manitoba, Terranova, Labrador, Yukon, Québec (provincia), Ontario, Nunavut);
- Austria (Oberösterreich, Steiermark);
- Cina (Heilongjiang, Mongolia interna);
- Antartide, Argentina, Danimarca, Estonia, Finlandia, Groenlandia, India, Irlanda, Islanda, Isole Orcadi meridionali, Isole Svalbard, Lituania, Madera, Mongolia, Norvegia, Nuova Zelanda, Paesi Bassi, Polonia, Repubblica Ceca, Romania, Saint-Pierre e Miquelon, Serbia, Spagna, Svezia, Tagikistan.

In Italia è presente, ma rara, in tutto il Trentino-Alto Adige e la Valle d'Aosta, nell'arco alpino piemontese e nella Lombardia settentrionale; è alquanto rara nella parte settentrionale del Veneto, nelle zone alpine friulane e in poche località della parte occidentale dell'Emilia-Romagna e delle zone montuose della Calabria.

## Tassonomia
Questa specie va riferita alla sezione Cocciferae, e presenta le seguenti forme, sottospecie e varietà (al 2008):
- Cladonia deformis f. deformis (L.) Hoffm. (1796).

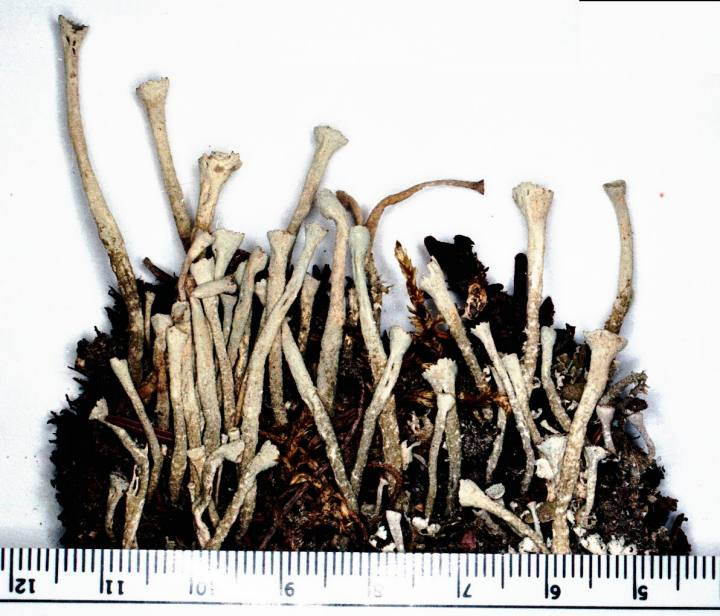
Cladonia deformis

- Cladonia deformis f. gonecha Ach. (1927), (= Cladonia sulphurina).
- Cladonia deformis f. leptostelis (Wallr.) M. Choisy (1951).
- Cladonia deformis f. pygmaea Anders (1936).
- Cladonia deformis var. deformis (L.) Hoffm. (1796).
- Cladonia deformis var. gonecha (Ach.) Arnold.
- Cladonia deformis var. tasmanica Kremp. (1880), (= Cladonia ustulata).